# Kiyoshi Kodama
Kiyoshi Kodama (児玉 清 Kodama Kiyoshi?, real name: Kiyoshi Kitagawa (北川 清), nombre de nacimiento Kiyoshi Kodama (小玉 清), 1 de enero de 1934 – 16 de mayo de 2011) fue una celebrity de televisión y actor japonés. Fue el presentador del concurso Panel Quiz Attack 25 de forma continua durante 36 años desde su estreno en abril de 1975 hasta que fue forzado a abandonar en marzo de 2011 por su estado de salud.
Kodama también fue escritor, actor y actor de doblaje.
Kodama murió por un cáncer de estómago en el hospital de Chuo, Tokio el 16 de mayo de 2011.

## Filmografía
Cine
- La fortaleza escondida (Kakushi toride no san akunin) (1958, Toho)
- Los malos duermen bien (Warui yatsu hodo yoku nemuru) (1960, Toho)[5]
- Salaryman Chushingura (サラリーマン忠臣蔵?) (1960, Toho) - Okano
- Salaryman Chushingura 2 (続・サラリーマン忠臣蔵?) (1960, Toho) - Okano
- Eternity of Love (別れて生きるときも?) (1961, Toho) - Junkichi Ishiyama
- Kuroi gashû: Aru sonan (1961) - Hideo Iwase
- Chūshingura: Hana no Maki, Yuki no Maki (1962) - Han'nojo Sugaya
- Kokusai himitsu keisatsu: Shirei dai hachigo (1963) - Anzai
- Onna no rekishi (1963)
- Danchi: Nanatsu no taizai (1964) - Kôji Kawashima
- Taiheiyô kiseki no sakusen: Kisuka (1965) - Fukumoto
- Senjo ni nagareru uta (1965)
- El emperador y el general (Nihon no ichiban nagai hi) (1967, Toho) - Chamberlain Yasuhide Toda
- Battle of the Japan Sea (1969, Toho)[6]
- Yoba (1976) - Ihara
- Steamboy (2004, Toho) - Robert Stephenson (voice)
- Hero (2007, Toho) - Toshimitsu Nabeshima

Drama
- NHK taiga drama series
  - Ōgon no Hibi (1978) - Tokugawa Ieyasu
  - Shishi no Jidai (1980) - Mizuhoya Usaburō
  - Sanga Moyu (1984) - Fumiya Shimaki
  - Takeda Shingen (1988) - Obu Toramasa
  - Taiheiki (1991) - Hōjō Sadaaki
  - Ryomaden (2010) - Sakamoto Hachihei[7]
- Arigato (ありがとう?   "Thank you") (1970–1974, TBS)[7]
- Hana wa Hanayome (花は花よめ?   "Flower to Flower Bride") (1971–1975, NTV)[7]
- Shiroi Kyotō (1978, Fuji TV) - Hitoshi Sekiguchi[5]
- Omoide Zukuri (1981, TBS)
- Musashibō Benkei (1986, NHK) - Togashi Yasuie
- Hero (2001, Fuji TV) - Toshimitsu Nabeshima[7]
- Hero Special (HERO特別編?) (2006, Fuji TV)
- Shikaotoko Aoniyoshi (鹿男あをによし?) (2008, Fuji TV)
- Code Blue (2008–2010, Fuji TV) - Tadokoro Yoshiaki[5]

Otros programas de televisión
- Toli Quiz Yes-No (東リクイズ・イエス・ノー?) (1974–1975, Mainichi Broadcasting System, Inc.)
- Panel Quiz Attack 25 (パネルクイズ アタック25?) (1975–2011, Asahi Broadcasting Corporation)[5][7]
- Surprising Law Travel Agency (びっくり法律旅行社?) (2007–2009, NHK General TV)
- Welcome to the words house(NTV)

Radio
- Telephone Counseling (テレフォン人生相談?) (2003–2011, Nippon Broadcasting System, Inc. (LF))
- Selection of Shuhei Fujisawa's Works (朗読・藤沢周平傑作選?) (2009–2011, LF)